# Юшковка (река)
Юшковка — река в России, протекает в Вологодской области в Харовском и Сокольском районах. Устье реки находится в 110 км по левому берегу реки Двиница. Длина реки составляет 14 км.
Исток реки находится в Харовском районе в заболоченном лесу в 13 км к юго-востоку от станции Семигородняя. Затем входит на территорию Сокольского района. Течёт в лесном массиве на юго-восток. Крупных притоков нет. Населённых пунктов на реке также нет, за исключением деревни Казнакурьево и покинутого поселения Юшково (обе — Двиницкое сельское поселение), стоящих при впадении Юшковки в Двиницу.

## Данные водного реестра
По данным государственного водного реестра России относится к Двинско-Печорскому бассейновому округу, водохозяйственный участок реки — Северная Двина от начала реки до впадения реки Вычегда, без рек Юг и Сухона (от истока до Кубенского гидроузла), речной подбассейн реки — Сухона. Речной бассейн реки — Северная Двина.
По данным геоинформационной системы водохозяйственного районирования территории РФ, подготовленной Федеральным агентством водных ресурсов:
- Код водного объекта в государственном водном реестре — 03020100312103000007087
- Код по гидрологической изученности (ГИ) — 103000708
- Код бассейна — 03.02.01.003
- Номер тома по ГИ — 03
- Выпуск по ГИ — 0